# DeWitt (Nowy Jork)
De Witt – miasto w Stanach Zjednoczonych, w stanie Nowy Jork, w hrabstwie Onondaga.